# Axel Hirsoux
Axel Hirsoux (* 26. September 1982 in La Hestre, Provinz Hennegau) ist ein belgischer Popsänger.

## Leben und Wirken
Hirsoux nahm 2013 an den Castingshows Star Academy und The Voice Belgique teil, wo er allerdings das Finale nicht erreichte.
2014 gewann er die belgische Vorausscheidung zum Eurovision Song Contest mit über 50 Prozent der Stimmen im Televoting. Somit vertrat er Belgien beim Eurovision Song Contest 2014 in Kopenhagen mit dem Song Mother beim ersten Halbfinale. Er konnte sich für das Finale nicht qualifizieren. Seit 2014 ist Hirsoux verheiratet.

## Diskografie
Lieder
- 2014: Mother